# Cracker Barrel
A Cracker Barrel Old Country Store, Inc., comercializada como Cracker Barrel, é uma cadeia americana de restaurantes e lojas de presentes com o tema country do sul dos Estados Unidos. A sede da empresa fica em Lebanon, Tennessee, onde a Cracker Barrel foi fundada por Dan Evins em 1969. As primeiras lojas da rede estavam localizadas perto de saídas de rodovias interestaduais no sudeste e no centro-oeste dos Estados Unidos, mas se expandiram por todo o país durante as décadas de 1990 e 2000. Em 10 de agosto de 2023, a empresa operava 660 lojas em 45 estados.
O cardápio do Cracker Barrel é baseado na culinária tradicional do sul, com aparência e decoração projetadas para se assemelharem a um armazém geral à moda antiga. Cada local apresenta uma varanda frontal com cadeiras de balanço de madeira, uma lareira de pedra e artefatos decorativos da área local. O Cracker Barrel faz parcerias com artistas de música country. A empresa se envolve em atividades beneficentes, como a assistência às vítimas do furacão Katrina e aos veteranos de guerra feridos.
A empresa foi criticada por políticas anti-LGBT na década de 1990, que foram revertidas em resposta à reação do público e dos acionistas. No início dos anos 2000, a Cracker Barrel foi alvo de várias ações judiciais de direitos civis e de uma investigação do Departamento de Justiça dos Estados Unidos, todas resolvidas. Os produtos licenciados da Cracker Barrel são vendidos em supermercados com o nome "CB Old Country Store", após um processo de violação de marca registrada de 2013 movido pela Kraft Foods, que vende queijo com o nome de marca Cracker Barrel.

## História

### Fundação–1979
O Cracker Barrel foi fundado em 1969 por Dan Evins, representante da Shell Oil, que desenvolveu o conceito de restaurante e loja de presentes inicialmente como um plano para melhorar as vendas de gasolina. Projetado para se assemelhar à loja tradicional do interior que ele lembrava de sua infância, com um nome escolhido para dar um tema do sul do país, o Cracker Barrel tinha a intenção de atrair o interesse dos viajantes das estradas. O nome vem dos barris de biscoitos com refrigerante que podiam ser encontrados à venda em lojas de cidades pequenas do sul dos Estados Unidos no início do século XX; as pessoas ficavam em volta dos barris conversando e colocando o papo em dia, com um propósito semelhante ao dos atuais bebedouros de escritório.
O primeiro restaurante foi construído próximo à Interstate 40, em Lebanon, Tennessee. Foi inaugurado em 19 de setembro de 1969, servindo pratos da culinária sulista, incluindo biscuits, grits, presunto e nabiças.
Evins incorporou o Cracker Barrel em fevereiro de 1970, e logo abriu mais estabelecimentos. No início da década de 1970, a empresa alugou terrenos em postos de gasolina próximos a rodovias interestaduais para construir restaurantes. Todos esses primeiros locais tinham bombas de gasolina no local; durante a escassez de gasolina em meados e no final da década de 1970, a empresa começou a construir restaurantes sem bombas.

### 1980–1996
A Cracker Barrel tornou-se uma empresa de capital aberto em 1981 para levantar fundos para expansão. Ela lançou mais de meio milhão de ações, levantando US$ 10,6 milhões. Após a oferta pública inicial, a Cracker Barrel cresceu a uma taxa de cerca de 20% ao ano; em 1987, a empresa havia se tornado uma cadeia de mais de 50 unidades em oito estados, com vendas líquidas anuais de quase US$ 81 milhões. A empresa cresceu de forma consistente durante as décadas de 1980 e 1990, atingindo um valor de mercado de US$ 1 bilhão em 1992. Em 1993, a receita da rede era quase o dobro da receita de qualquer outro restaurante familiar.
Em 1994, a rede testou uma loja somente para viagem, a Cracker Barrel Old Country Store Corner Market, em bairros residenciais suburbanos. Além disso, expandiu-se para novos mercados por meio do estabelecimento de locais mais tradicionais da Cracker Barrel, a maioria deles fora do Sul, e testou alterações em seus cardápios para se adaptar a novas regiões. A cadeia acrescentou pratos regionais a seus cardápios, incluindo ovos e salsa no Texas e sanduíches Reuben em Nova Iorque, mas continuou a oferecer seus itens originais do cardápio em todos os restaurantes. A Cracker Barrel não fechou nenhuma unidade até 1995, quando uma unidade na American Way em Memphis, Tennessee, foi fechada por não atender mais aos padrões da empresa.

### 1997–2010
Em setembro de 1997, a Cracker Barrel tinha 314 restaurantes e pretendia aumentar o número de lojas em aproximadamente 50 por ano nos cinco anos seguintes. A empresa encerrou suas operações no Corner Market em 1997 e voltou a se concentrar em seus restaurantes e lojas de presentes. O presidente da empresa, Ron Magruder, declarou que a cadeia estava se concentrando em fortalecer seu tema central, oferecendo alimentos e varejo tradicionais em um ambiente de loja country, com bom serviço e música country. O número de restaurantes e lojas combinados de propriedade da Cracker Barrel aumentou entre 1997 e 2000, para mais de 420 locais. Em 2000 e 2001, a empresa tratou de questões de pessoal e infraestrutura relacionadas a esse rápido crescimento, implementando uma estratégia de recrutamento mais rigorosa e introduzindo novas tecnologias, incluindo um sistema de colocação de pedidos. Também em 1997, a empresa comprou a Mitchell House em Lebanon, Tennessee. A casa havia sido o dormitório e a escola primária da Castle Heights Military Academy, que Dan Evins e seu filho frequentaram. A escola havia fechado em 1986 e o prédio estava vazio desde então. A Cracker Barrel gastou US$ 2 milhões para restaurar a casa e a usou como sede corporativa de 1999 a 2013.
Do final da década de 1990 até meados da década de 2000, a empresa se concentrou na abertura de novos locais em áreas residenciais para atrair moradores e trabalhadores locais como clientes. A rede abriu seu primeiro restaurante e loja de presentes não localizados perto de uma rodovia em 1998, em Dothan, Alabama. Na década de 2000, após incidentes que incluíram acusações de discriminação racial e controvérsias sobre sua política de demissão de funcionários homossexuais, a empresa lançou uma série de atividades promocionais, incluindo uma campanha nacional de arrecadação de livros e um sorteio com viagens para o Country Music Association Awards e cadeiras de balanço entre os prêmios. Ela atualizou seu marketing em 2006 para incentivar novos clientes, alterando o design de seus anúncios em outdoors nas rodovias para incluir imagens dos itens do cardápio. Anteriormente, as placas apresentavam apenas o logotipo da empresa.

### 2011 até o presente
Em 2011, a Cracker Barrel havia aberto mais de 600 restaurantes em 42 estados. Desde então, a empresa começou a se expandir para a Costa Oeste: em 2017, sua primeira loja na região foi aberta em Tualatin, Oregon, e sua primeira loja na Califórnia foi aberta no ano seguinte em Victorville. Em 2019, a Cracker Barrel comprou a Maple Street Biscuit Company por US$ 36 milhões em dinheiro.
O Cracker Barrel fez uma parceria com a DoorDash em 2020, em resposta ao fechamento de restaurantes devido à pandemia de COVID-19. Foi a primeira parceria do restaurante com um serviço de entrega. O Cracker Barrel adicionou permanentemente bebidas alcoólicas ao seu cardápio pela primeira vez em setembro de 2020. A empresa começou a testar uma seleção limitada de cerveja, vinho e mimosas em 100 lojas no início de 2020, antes de anunciar que expandiria as ofertas para mais de 600 de seus locais depois de receber uma resposta positiva de seus clientes. No segundo trimestre de 2023, a empresa relatou US $ 933,9 milhões em receitas; takeout, entrega e catering representaram 23% das vendas. Em maio de 2024, a Cracker Barrel revelou que 16% de sua base de clientes não havia retornado desde 2020.

## Restaurantes

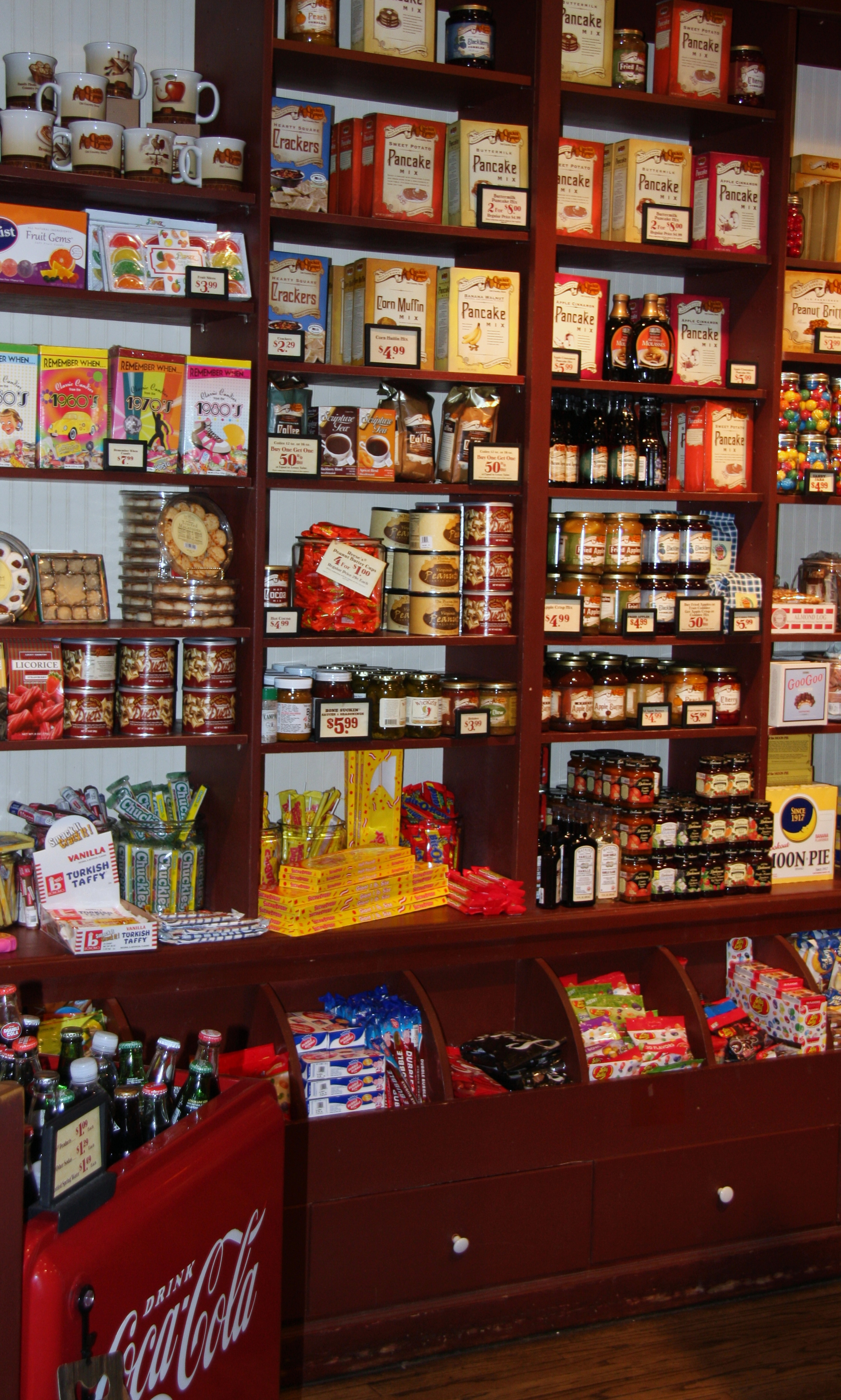
A butique Cracker Barrel

### Cozinha e loja
Como uma cadeia temática, o Cracker Barrel serve comida típica do sul, geralmente chamada de "comida caseira", e vende itens para presente, como brinquedos e artesanato. O café da manhã é servido o dia todo e há dois cardápios, um para o café da manhã e outro para o almoço e o jantar. Desde a abertura do primeiro restaurante, o cardápio apresenta especialidades sulistas, como biscoitos, frango frito e catfish. Especialidades sazonais e regionais foram acrescentadas nas décadas de 1980 e 1990. Em 2007, o Cracker Barrel anunciou sua intenção de eliminar as gorduras trans de suas preparações culinárias.

### Localizações, serviço e decoração
Em seus primórdios, o Cracker Barrel decidiu se instalar próximo das rodovias da Interstate Highway System.7 e a maioria de seus restaurantes ainda estão localizadas próximas delas. O exterior imita o de uma loja tradicional do sul no final do século XIX ou início do século XX. Cada loja é decorada com artesanatos autênticos, como utensílios de uso diário dos anos 1900. Cada restaurante tinha uma varanda forrada com cadeiras de balanço, um jogo de paciência de madeira em cada mesa e uma lareira de pedra com uma cabeça de veado. O jogo de paciência, que está presente em todos os Cracker Barrel desde a abertura da primeira loja, ainda é produzido pela mesma família em Lebanon, Tennessee. Os elementos decorativos geralmente incluem objetos artesanais ligados à história local da região. Eles são gerenciados e armazenados de forma centralizada em um depósito no Tennessee, onde são catalogados para uso futuro em uma das filiais.

### Recepção do público e da mídia
A Cracker Barrel é conhecida pela fidelidade de seus clientes. Alguns chegam a viajar por todo o país para visitar suas diversas filiais. A revista Destinations concedeu ao Cracker Barrel o prêmio de melhor cadeia de restaurantes. Em 2010 e 2011, a Zagat Survey o nomeou "Melhor Café da Manhã ". A rede foi selecionada pela Outdoor Advertising Association of America como vencedora do OBIE Hall of Fame 2011 para publicidade externa. Em uma pesquisa com consumidores realizada pela revista Restaurants & Institutions, foi nomeada "Best Family Dining" entre uma seleção de cadeias de restaurantes nacionais por 19 anos consecutivos.